# Mimosa tenuiflora
Mimosa tenuiflora là một loài thực vật có hoa trong họ Đậu. Loài này được (Willd.) Poir. miêu tả khoa học đầu tiên.

## Hình ảnh

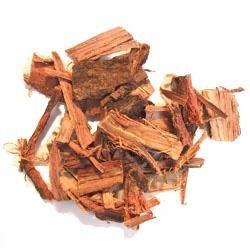
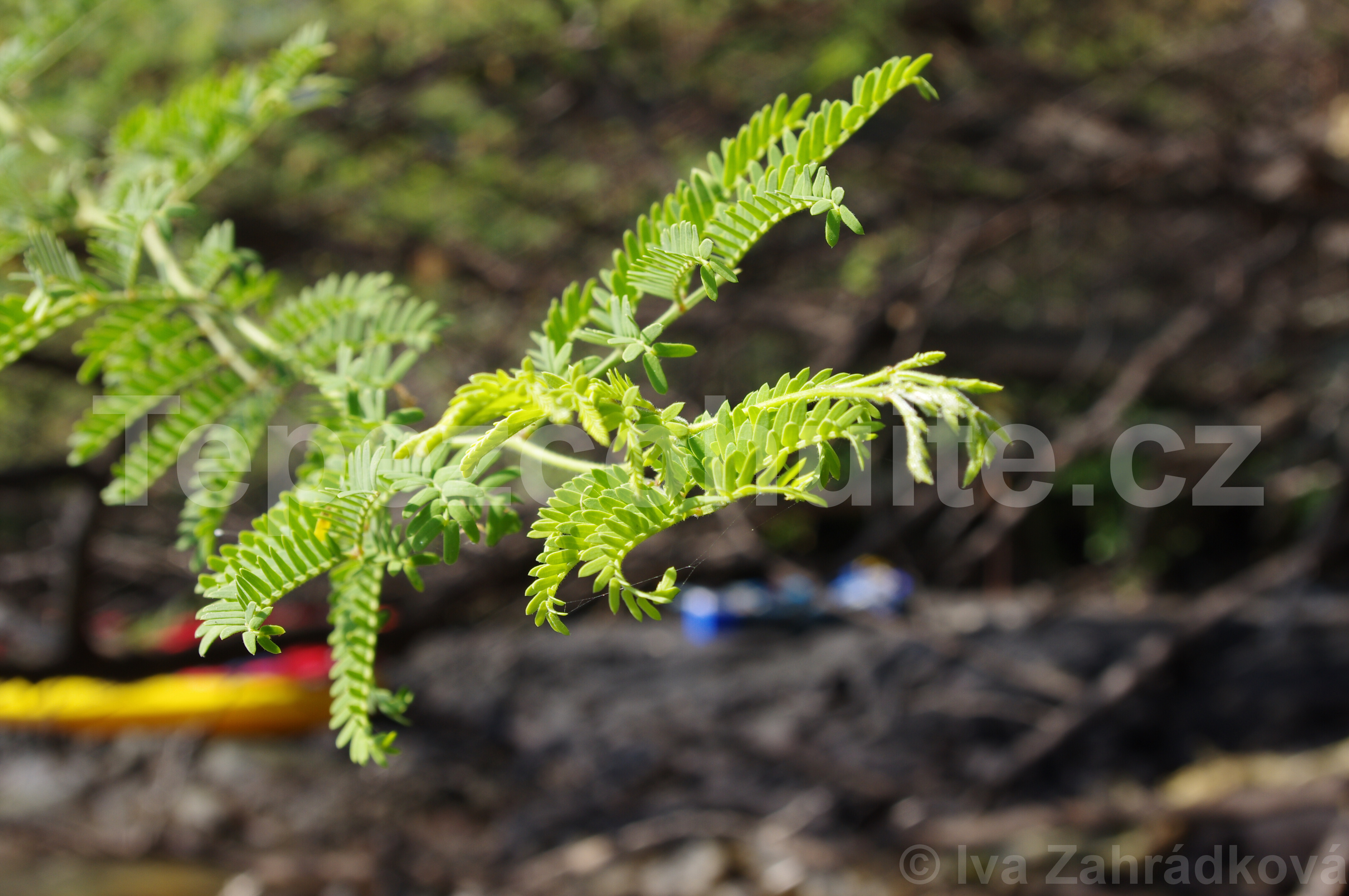
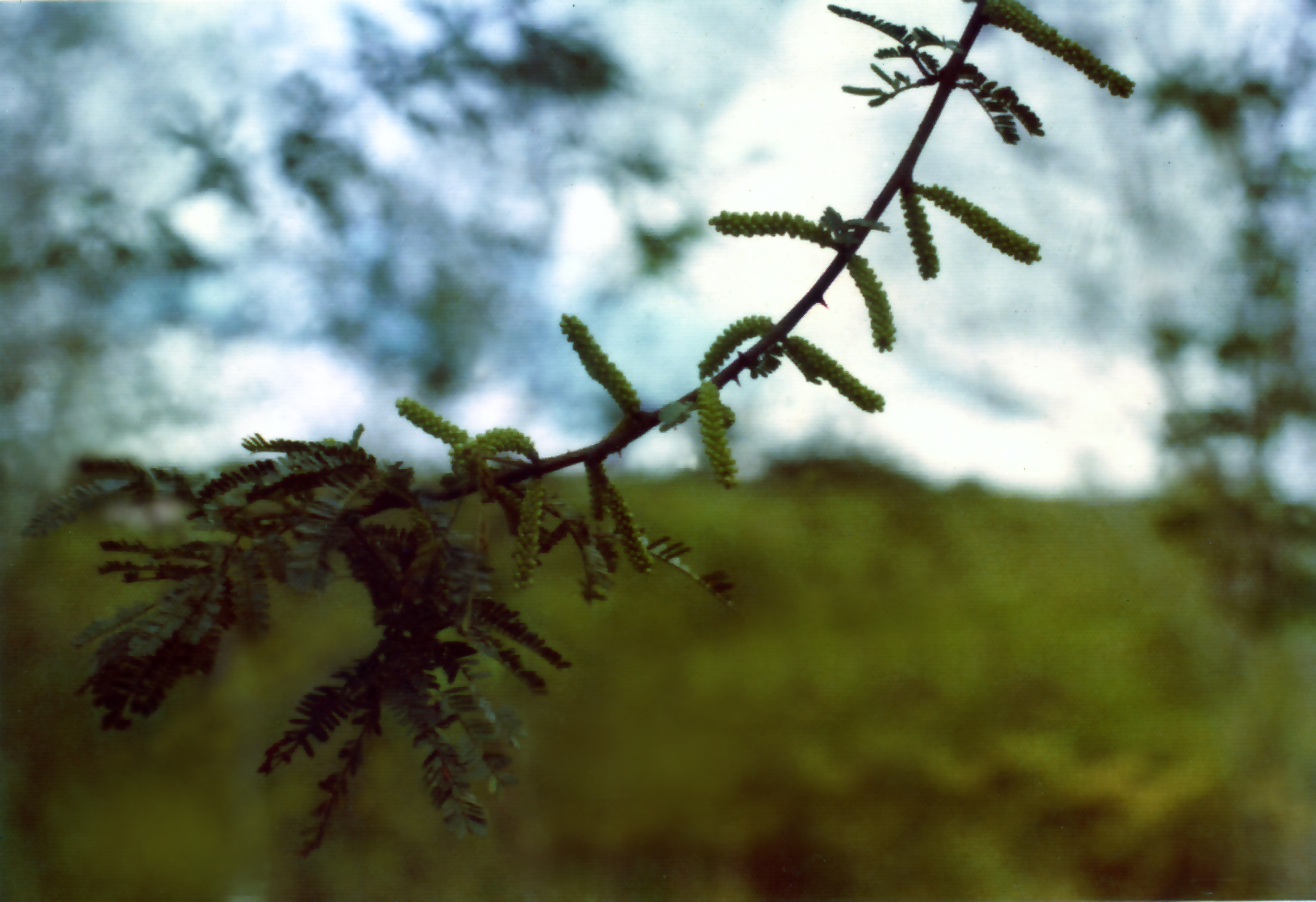